# Singhiella vanieriae
Singhiella vanieriae là một loài côn trùng cánh nửa trong họ Aleyrodidae, phân họ Aleyrodinae.
Singhiella vanieriae được Takahashi miêu tả khoa học đầu tiên năm 1935.